# Victor Cavallo
Victor Cavallo, pseudonimul lui Vittorio Vitolo, (n. 8 mai 1947, Roma, Regatul Italiei – d. 21 ianuarie 2000, Roma, Italia) a fost un poet, scriitor și actor italian de cinema, teatru și televiziune.

## Biografie
Implicat în mișcările poetice și teatrale underground romane de la sfârșitul anilor 1970, s-a specializat în roluri de proletar și de persoane cu existență marginală în filme ca La tragedia di un uomo ridicolo, Pasolini, un delitto italiano și Il grande cocomero. A devenit cunoscut publicului larg ca un actor de roluri de substanță în multe filme de ficțiune și miniseriale de televiziune. Este amintit pentru rolul jurnalistului Alvaro Maurilli din miniserialul Caracatița 2, în rolul Partanna (personaj fictiv inspirat de Salvatore Riina) în Ultimo, în rolul lui Totò Riina din filmul Cadaveri eccellenti (1999) regizat de Ricky Tognazzi, dar și ca actor de teatru în opera Scarface, împreună cu Daniela Silverio, cu care a făcut un tur în Italia în anii 1970.
În anii 1980 a apărut într-un spot publicitar al unei renumite mărci de caramele.
A murit de ciroză hepatică în spitalul San Giovanni din Roma la 22 ianuarie 2000, la vârsta de numai 52 de ani.

## Filmografie

### Filme de cinema
- Ring, regie: Luigi Petrini (1977) ca Vittorio Vitolo
- Molto di più, regie: Mario Lenzi (1980)
- Panagulis vive, regie: Giuseppe Ferrara (1980) - versiune cinematografică
- Miracoloni, regie: Francesco Massaro (1981)
- La tragedia di un uomo ridicolo, regie: Bernardo Bertolucci (1981)
- Sconcerto Rock, regie: Luciano Manuzzi (1982)
- Io con te non ci sto più, regie: Gianni Amico (1982)
- W la foca, regie: Nando Cicero (1982)
- Lontano da dove, regie: Stefania Casini și Francesca Marciano (1983)
- Lo specchio del desiderio (La lune dans le caniveau), regie: Jean-Jacques Beineix (1983)
- Le voyage, regie: Michel Andrieu (1984)
- Chi mi aiuta?, regie: Valerio Zecca (1984)
- Le due vite di Mattia Pascal, regie: Mario Monicelli (1985)
- I soliti ignoti vent'anni dopo, regie: Amanzio Todini (1985)
- Grandi magazzini, regie: Castellano e Pipolo (1986)
- Il mistero del panino assassino, regie: Giancarlo Soldi (1987)
- Gli invisibili, regie: Pasquale Squitieri (1988)
- Minaccia d'amore, regie: Ruggero Deodato (1988)
- Lungo il fiume, regie: Vanna Paoli (1989)
- Burro, regie: José María Sánchez (1989)
- Sirena, episodi din Provvisorio quasi d'amore, regie: Francesca Marciano (1989)
- Il colore dell'odio, regie: Pasquale Squitieri (1989)
- Stanno tutti bene, regie: Giuseppe Tornatore (1990)
- Verso sera, regie: Francesca Archibugi (1991)
- Piedipiatti, regie: Carlo Vanzina (1991)
- Amami, regie: Bruno Colella (1992)
- Non chiamarmi Omar, regie: Sergio Staino (1992)
- Il grande cocomero, regie: Francesca Archibugi (1993)
- OcchioPinocchio, regie: Francesco Nuti (1994)
- I pavoni, regie: Luciano Manuzzi (1994)
- L'amico immaginario, regie: Nico D'Alessandria (1994)
- Mollo tutto, regie: José María Sánchez (1995)
- Bidoni, regie: Felice Farina (1995)
- Pasolini, un delitto italiano, regie: Marco Tullio Giordana (1995)
- Hotel Paura, regie: Renato De Maria (1996)
- Porzûs, regie: Renzo Martinelli (1997)
- La ballata dei lavavetri, regie: Peter Del Monte (1998)
- La parola amore esiste, regie: Mimmo Calopresti (1998)
- L'albero delle pere, regie: Francesca Archibugi (1998)
- Vuoti a perdere, regie: Massimo Costa (1999)
- Unruly - Nessuna regola (Méditerranées), regie: Philippe Berenger (1999)
- La vita, per un'altra volta, regie: Domenico Astuti (1999)
- Monna Lisa, regie: Matteo Del Bò - cortometraggio (2000)
- Estate romana, regie: Matteo Garrone (2000)
- Regina Coeli, regie: Nico D'Alessandria (2000)
- Giravolte, regie: Carola Spadoni (2001)

### Filme de televiziune
- L'usura, regie: Maurizio Rotundi - film TV (1981)
- Panagulis vive, regie: Giuseppe Ferrara, 4 episoade, 7-18 aprilie 1982.
- Caracatița 2, regie: Florestano Vancini - miniserial TV (1985)
- Naso di cane, regie: Pasquale Squitieri - miniserial TV (1986)
- Helena - serial TV (1987)
- Chiara e gli altri - serial TV (1989)
- Vincere per vincere, regie: Stefania Casini - film TV (1990)
- Scheggia di vento, regie: Stefania Casini - film TV (1990)
- Una prova d'innocenza, regie: Tonino Valerii - miniserial TV (1990)
- Amico mio - serial TV (1993)
- Uno di noi - serial TV (1996)
- Compagni di branco, regie: Paolo Poeti - film TV (1996)
- Ultimo, regie: Stefano Reali - miniserial TV (1998)
- Amiche davvero!!, regie: Marcello Cesena - film TV (1998)
- Tre addii, regie: Mario Caiano - miniserial TV (1999)
- I giudici - Excellent Cadavers, regie: Ricky Tognazzi - film TV (1999)
- Operazione Odissea, regie: Claudio Fragasso - miniserial TV (2000)
- Don Matteo - serial TV, episodul 1x09 (2000)

## Scrieri
- Victor Cavallo, Ecchime. Antologia sinfonia, Stampa alternativa, 2003. ISBN 978-88-7226-735-6.
- Victor Cavallo, Storie, racconti, poesie, teatro, lettere, pensieri, disegni etc..., Edizioni Ribot, martie 2010, www.lulu.com (ID: 8492657)

## Legături externe
- Victor Cavallo la Internet Movie Database
- Victor Cavallo, pe AllMovie, All Media Network.